# Дефлятор ВВП
Дефля́тор валово́го вну́треннего проду́кта (дефлятор ВВП) — ценовой индекс, созданный для измерения общего уровня цен на товары и услуги (потребительской корзины) за определённый период в экономике. Рассчитывается как индекс Пааше и выражается в процентах.

## Основные свойства
- При расчёте дефлятора цен учитываются все товары и услуги, включаемые в ВВП данной страны
- Данный индекс не включает в себя импортные товары
- Основан на потребительской корзине текущего года, а не базисного, как при индексе потребительских цен[источник не указан 4545 дней]
- Включает в себя цены на новые товары и услуги[источник не указан 4545 дней]

## Расчёт
Представляет собой отношение номинального ВВП, выраженного в рыночных ценах текущего года, к реальному ВВП, выраженному в ценах базисного года.
{\displaystyle GDPdeflator={\frac {\Sigma (Q^{t}P^{t})}{\Sigma (Q^{t}P^{0})}}}
то есть,
{\displaystyle GDPdeflator={\frac {NominalGDP}{RealGDP}}}
Данное выражение затем, как правило, умножается на 100 для перевода в проценты.

## Применение
Позволяет определить реальные изменения объёмов производства товаров и услуг в экономике. Дефлятор ВВП обычно рассчитывают органы официальной статистики, в России — Федеральная служба государственной статистики.